# Danny Carey
Daniel Edwin Carey (ur. 10 maja 1961 w Paola w stanie Kansas w USA), amerykański perkusista, znany przede wszystkim z występów w zespole metalu progresywnego Tool, którego członkiem pozostaje od 1990 roku. Od 2015 roku występuje także w zespole Legend of the Seagullmen.

## Życiorys
Carey pierwszy raz zetknął się z perkusją w wieku dziesięciu lat, kiedy dołączył do szkolnego zespołu i zaczął uczęszczać na lekcje gry na werblu. Dwa lata później, Carey ćwiczył już na całym zestawie perkusyjnym i pracował z prywatnym nauczycielem. W szkole średniej był dobrze zapowiadającym się graczem baseballa i proponowano mu profesjonalną karierę. Pod koniec liceum Carey dołączył do szkolnego zespołu jazzowego i ćwiczył pod okiem nowego nauczyciela, który ukierunkował go na grę jazzową i rozwijał jego umiejętności w tym stylu muzycznym. Następnie studiował przez trzy i pół roku na wydziale muzycznym Uniwersytetu Missouri.
Duża zmiana w życiu Careya nastąpiła w r. 1986 wraz z jego przeprowadzką do Los Angeles w Kalifornii, gdzie miał możliwość grania z Carole King, oraz z zespołem Pigmy Love Circus. Grał także w Green Jellÿ i nagrał album Cereal Killer. Potem zaczął grać w formacji Tool po tym, jak poznał wokalistę Maynarda Jamesa Keenana, oraz gitarzystę Adama Jonesa. Poza Toolem, Carey znajduje czas, aby grać w innych projektach, takich jak Pigmy Love Circus, VOLTO!, i ZAUM.
Danny Carey został sklasyfikowany na trzecim miejscu w rankingu Teraz Rock w 2006 w kategorii Instrumentalista.

## Instrumentarium
| Bębny Sonor Designer Series - 14x8" Bronze Snare Jeff Ocheltree - 8x8" Rack Tom - 10x10" Rack Tom - 14x16" Floor Tom - 16x18" Floor Tom - 22x18" Bass Drum - 22x16" Bass Drum Elektronika - Synesthesia Mandala Drums - Apple Mac G5 - Korg Wave Drum - Roland Handsonic Osprzęt - Statywy Sonor - Stopy Axis - Stołek Roc-n-Soc - hi-hat Pearl RH-2000 Naciągi firmy Evans - Werbel: Power Center (góra), Hazy 300 (dół) - Tomy: G2 clear (góra), G1 clear (dół) - Centrale: EQ3 clear (góra), Retro Screen Mesh (dół) | Talerze firmy Paiste - 7.5" 2002 Cup Chime - 8" 2002 Cup Chime - 20" 2002 Novo China - 6" 2002 Accent Cymbal - 8" Signature Bell - 8" Signature Dark Energy Dark Energy Splash Mark I - 10" Signature Dark Energy Dark Energy Splash Mark I - 18" Signature Full Crash - 13" Signature Sound Edge Hi-Hat - 19" Signature Power Crash - 21" Signature Dry Heavy Ride - 20" Signature Thin China - 20" Signature Power Crash - 5" 2002 Cup Chime - 11/18" Noise Works Dark Buzz China - 40" Symphonic Gong Pałki perkusyjne - Vic Firth Danny Carey SDC, SDCN Signature |

## Filmografia
- Morgan Agren's Conundrum: A Percussive Misadventure (2013, film dokumentalny, reżyseria: Carl Millard King)